# Canton de Reims-2
Le canton de Reims-2 est une circonscription électorale française située dans le département de la Marne et la région Grand Est.

## Géographie
Ce canton est organisé autour de Reims dans l'arrondissement de Reims.

## Histoire
Le canton de Reims-II est créé en 1790.
Il est modifié par décret du 13 juillet 1973 réorganisant les cantons de Reims.
Par décret du 21 février 2014, le nombre de cantons du département est divisé par deux, avec mise en application aux élections départementales de mars 2015. Le canton de Reims-2 est conservé et voit ses limites territoriales remaniées.

## Représentation

### Conseillers d'arrondissement (de 1833 à 1940)
| Période                                  | Période      | Identité                                      | Étiquette           | Qualité |
| ---------------------------------------- | ------------ | --------------------------------------------- | ------------------- | --- |
| 1833                                     | 1839 (décès) | Antoine Laurent Petit-Hutin (1775-1839)       |                     | Maître de la poste aux chevaux de Reims de 1794 à 1814, propriétaire, conseiller municipal de Reims         |
|                                          |              |                                               |                     | |
| 1852                                     |              | Charles Lochet (1807-1880)                    |                     | Manufacturier, conseiller municipal de Reims, Président du Tribunal de commerce                             |
|                                          |              |                                               |                     | |
| 1877                                     | 1883         | Barthélemy Portevin (1821-1886)               | Républicain         | Avocat puis juge au Tribunal civil, adjoint au maire de Reims                                               |
| 1883                                     | 1889         | Charles Richard                               | Républicain radical | Propriétaire, adjoint au maire de Reims                                                                     |
| 1889                                     | 1896 (décès) | Arthur Maximilien Laurent-Deramez (1850-1896) | Socialiste          | Marchand de vins, Président de l'Union des chambres syndicales, Reims                                       |
| juin 1896                                | 1898         | A. Vassart                                    | Socialiste          | Maitre répétiteur au lycée                                                                                  |
| 1898                                     | 1910         | Camille Lenoir                                | Rad. puis SFIO      | Débitant buraliste adjoint au maire de Reims, député (1905-1928)                                            |
| 1910                                     | 1926         | Gustave Laurent                               | Rad.                | Greffier du tribunal correctionnel, adjoint au maire de Reims                                               |
| 1926                                     | 1933 (décès) | Alfred Brouette (1876-1933)                   | Rad.                | Entrepreneur de couvertures, adjoint au maire de Reims                                                      |
| 1934                                     | 1940         | Nazaire Franquet                              | Rad.                | Directeur d'école honoraire, Reims                                                                          |
| 1940                                     |              |                                               |                     | Les conseils d'arrondissement ont été suspendus par la loi du 12 octobre 1940 et n'ont jamais été réactivés |
| Les données manquantes sont à compléter. |              |                                               |                     | |

### Conseillers généraux de 1833 à 2015
| Période         | Période      | Identité                                  | Étiquette            | Qualité                                                                                           |
| --------------- | ------------ | ----------------------------------------- | -------------------- | ------------------------------------------------------------------------------------------------- |
| 1833            | 1835 (décès) | Jean-Jacques Dehaye-Fournival (1799-1835) |                      | Manufacturier à Reims et à Rethel                                                                 |
| 1835            | 1848         | Comte Louis de Chevigné (1793-1876)       |                      | Commandant la Garde nationale de Reims Auteur des Contes Rémois                                   |
| 1848            | 1852         | Félix Désiré dit Pierre-Marie Soullié     | Bonapartiste         | Avocat, conseiller municipal de Reims Représentant du peuple (1848-1851, 1852-1857)               |
| 1852            | 1871         | Édouard Werlé                             | Majorité dynastique  | Négociant, Député de la Marne (1862-1870) Maire de Reims (1852-1868)                              |
| 1871            | 1889         | Nicolas Jules Bienfait                    | Républicain          | Médecin, adjoint au Maire de Reims                                                                |
| 1889            | 1895         | Charles Richard                           | Républicain radical  | Propriétaire, adjoint au maire de Reims, conseiller d'arrondissement                              |
| 1895            | 1925 (décès) | Jean Knoeri,                              | Socialiste puis Rad. | Médecin, adjoint au Maire de Reims                                                                |
| 1926            | 1937         | Gustave Laurent                           | Rad.                 | Greffier, adjoint au maire de Reims, conseiller d'arrondissement                                  |
| 1937            | 1940         | Raymond Guyot                             | SFIO                 | Employé                                                                                           |
|                 |              |                                           |                      |                                                                                                   |
| 1945            | 1951         | Jacques Bott                              | SFIO                 | Docteur en médecine Adjoint au maire de Reims                                                     |
| 1951            | 1960 (décès) | Marcel Falala                             | RPF puis RS puis MRP | Employé SNCF Député (1958-1960) Maire-adjoint de Reims                                            |
| 19 février 1961 | 1988         | Jean Falala (fils du précédent)           | UDR puis RPR         | Avocat Suppléant du député Roger Raulet (1962-1967) Député (1967-2002) Maire de Reims (1983-1999) |
| 1988            | 2015         | Francis Falala (fils du précédent)        | RPR puis DVD         | Avocat Député (2002-2007)                                                                         |

### Conseillers départementaux depuis 2015
| Période élective | Période élective | Mandat | Mandat   | Identité              | Nuance | Nuance | Qualité                                                |
| ---------------- | ---------------- | ------ | -------- | --------------------- | ------ | ------ | ------------------------------------------------------ |
| 2015             | 2021             | 2015   | 2021     | Hadhoum Belaredj-Tunc |        | DVG    | Artiste lyrique                                        |
| 2015             | 2021             | 2015   | 2021     | Christian Bondza      |        | PS     | Conseiller en assurance                                |
| 2021             | 2028             | 2021   | en cours | Christine Franzin     |        | LR     | Assistante de direction, collaboratrice parlementaire  |
| 2021             | 2028             | 2021   | en cours | Claude Gachet         |        | DVD    | Adjoint au maire de Reims, délégué au quartier « Sud » |

### Résultats détaillés

#### Élections de mars 2015
À l'issue du 1er tour des élections départementales de 2015, deux binômes sont en ballottage : Charlène Carré et Dominique Godbillion (FN, 35,85 %) et Hadhoum Belaredj-Tunc et Christian Bondza (PS, 23,78 %). Le taux de participation est de 40,44 % (4 811 votants sur 11 897 inscrits) contre 48,93 % au niveau départemental et 50,17 % au niveau national.
Au second tour, Hadhoum Belaredj-Tunc et Christian Bondza (PS) sont élus avec 54,99 % des suffrages exprimés et un taux de participation de 41,19 % (2 454 voix pour 4 900 votants et 11 897 inscrits).
Hadhoum Belaredj-Tunc quitte le PS en avril 2018, puis rejoint la Gauche républicaine et socialiste.

#### Élections de juin 2021
Le premier tour des élections départementales de 2021 est marqué par un très faible taux de participation (33,26 % au niveau national). Dans le canton de Reims-2, ce taux de participation est de 19,74 % (2 280 votants sur 11 552 inscrits) contre 28,76 % au niveau départemental. À l'issue de ce premier tour, deux binômes sont en ballottage : Christine Franzin et Claude Gachet (Union à droite, 33,2 %) et Dominique Godbillion et Julie Peixoto (RN, 29,37 %).
Le second tour des élections est marqué une nouvelle fois par une abstention massive équivalente au premier tour. Les taux de participation sont de 34,36 % au niveau national, 29,32 % dans le département et 21,35 % dans le canton de Reims-2. Christine Franzin et Claude Gachet (Union à droite) sont élus avec 68,93 % des suffrages exprimés (1 555 voix pour 2 466 votants et 11 552 inscrits),,.

## Composition

### Composition avant 1973
Le canton était composé de deux quartiers de Reims.
Les bureaux de vote étaient situés dans les écoles :
- rue Courmeaux
- rue Ponsardin

### Composition de 1973 à 2015

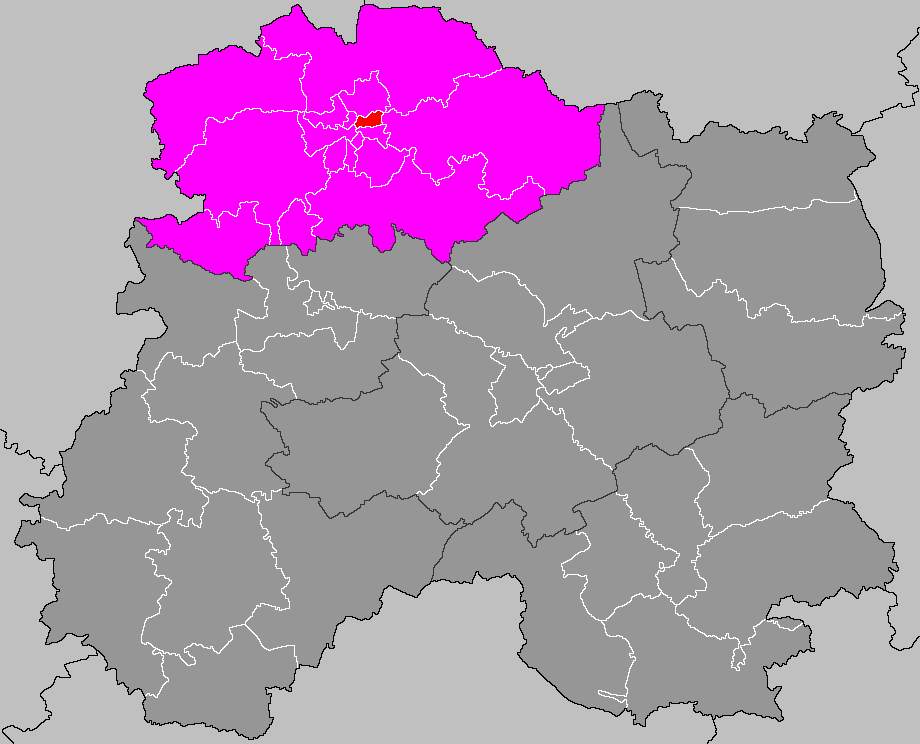
Situation du Canton de Reims-2 dans le département de la Marne de 1973 à 2015.

À la suite du redécoupage de 1973, le canton de Reims-II est composé de la portion de territoire de la ville de Reims déterminée par l'axe des voies ci-après : place Royale côté impair du no 9 à la fin, rue Colbert côté pair, place de l'Hôtel-de-Ville côté pair entre les rues Colbert et de la Prison-du-Bailliage, rue de Mars côté pair entre la place de l'Hôtel-de-Ville et la rue Albert-Révilie, rue Henri-IV côté pair entre les rues de la Grosse-Ecritoire et du Château-de-Porte-Mars, rue du Château-de-Porte-Mars côté pair entre les rues Henri-IV et du Général-Sarrail, rue du Général-Sarrail côté pair de la rue du Château-de-Porte-Mars au boulevard Desaubeau, boulevard Desaubeau côté impair, place de la République côté square de la Mission jusqu'au boulevard Jules-César, boulevard Jules-César côté pair, rue de la Justice du boulevard Jules-César à la voie ferrée Reims—Charleville, la voie ferrée Reims—Charleville jusqu'aux limites des villes de Reims et de Bétheny, rue Léon-Faucher et les limites des villes de Reims et de Bétheny, les limites de la ville de Reims et des communes de Witry-lès-Reims et Cernay-lès-Reims, la route et la rue de Cernay, avenue Jean-Jaurès côté impair de la rue du Cardinal-Gousset à la place Aristide-Briand, place Aristide-Briand de l'avenue Jean-Jaurès à la rue Cérès côté impair et rue Cérès côté impair.

### Composition depuis 2015
| Nom                           | Code Insee | Intercommunalité | Superficie (km2) | Population (dernière pop. légale)                 | Densité (hab./km2) | Modifier                                    |
| ----------------------------- | ---------- | ---------------- | ---------------- | ------------------------------------------------- | ------------------ | ------------------------------------------- |
| Reims (bureau centralisateur) | 51454      | CU Grand Reims   | 46,90            | Fraction : 20 024 (2022) Commune : 178 478 (2022) | 3 806              | modifier les données · modifier les données |
| Canton de Reims-2             | 5112       |                  |                  | 20 024 (2022)                                     |                    | modifier les données                        |

Le canton est désormais composé de la partie de la commune de Reims située au sud d'une ligne définie par l'axe des voies et limites suivantes : depuis la limite territoriale de la commune de Bezannes, rue Frédéric-et-Irène-Joliot-Curie, rue Adrien-Sénéchal, avenue du Maréchal-Juin, place Jean-Donatini, avenue d'Epernay, rue de Dieppe, rue de Dunkerque, rue du Havre, avenue du 18-Juin-1940, ligne de chemin de fer, avenue du Général-de-Gaulle, chaussée Bocquaine, rue du Colonel-Fabien, rue de Vesle, place Colin, rue de Vesle, pont de Vesle, boulevard Paul-Doumer, rue de Venise, pont de Venise, avenue Paul-Marchandeau, boulevard du Président-Wilson, boulevard Louis-Barthou, rue de Louvois, avenue de Champagne, ligne de chemin de fer, jusqu'à la limite territoriale de la commune de Cormontreuil.

## Démographie

### Démographie avant 2015
| 1962 | 1968 | 1975 | 1982 | 1990   | 1999   | 2006   | 2011   | 2012   |
| ---- | ---- | ---- | ---- | ------ | ------ | ------ | ------ | ------ |
| -    | -    | -    | -    | 22 521 | 23 796 | 24 082 | 23 995 | 24 560 |

### Démographie depuis 2015
En 2022, le canton comptait 20 024 habitants, en évolution de −1,34 % par rapport à 2016 (Marne : −1,19 %, France hors Mayotte : +2,11 %).
| 2013   | 2018   | 2022   |
| ------ | ------ | ------ |
| 20 473 | 20 147 | 20 024 |